# Per Oscarsson
Per Oscar Heinrich Oscarsson (Stockholm, 28 januari 1927 - Bjärka in de buurt van Skara, 31 december 2010) was een Zweeds acteur. Hij was bekend om zijn rol als de verhongerende schrijver Pontus in de drama Sult (1966). Met deze rol won Per Oscarsson in 1966 de Bodil én op Cannes Film Festival voor beste acteur. Verder was hij te zien als Holger Palmgren, de oude vaderlijke vriend van Lisbeth Salander, in de Millennium-trilogie. Naast het acteren heeft hij ook enkele scenario's geschreven en films geregisseerd.
Per Oscarsson was getrouwd met actrice Gerd Hegnell (1954-?) en met Kia Östling (?-2010). Hij was de vader van acteur Boman Oscarsson en actrice Tatiana Oscarsson. Op 31 december 2010 kwam hij met zijn vrouw Kia om bij een brand in zijn huis.

## Filmografie
- Örnungar (1944)
- Den allvarsamma leken (1945)
- Ungdom i fara (1946)
- Kristin kommenderar (1946)
- Det vackraste på jorden (1948)
- Vi flyger på Rio (1949)
- Havets son (1949)
- Gatan (1949)
- Leva på 'Hoppet' (1951)
- Trots (1952)
- Vi tre debutera (1953)
- Barabbas (1953)
- Möte med livet (1953)
- Karin Månsdotter (1954)
- Kärlek på turné (1955)
- Vildfåglar (1955)
- Fröken April (1958)
- Ljuvlig är sommarnatten (1961)
- Vaxdockan (1962)
- Biljett till paradiset (1962)
- Någon av er (1963)
- Adam och Eva (1963)
- Det är hos mig han har varit (1963)
- Är du inte riktigt klok? (1964)
- Bödeln (1965)
- Här har du ditt liv (1966)
- Patrasket (1966)
- Myten (1966)
- Hunger (1966)
- Doktor Knock (1966)
- Syskonbädd 1782 (1966)
- Asmodeus (1966)
- Gengångare (1967)
- De löjliga preciöserna (1967)
- Trettondagsafton (1967)
- Vindingevals (1968)
- Doktor Glas (1968)
- A Dandy in Aspic (1968)
- Ole dole doff (1968)
- Miss and Mrs Sweden (1969)
- La madriguera (1969)
- Oss emellan (1969)
- An-Magritt (1969)
- Love Is War (1970)
- Secrets (1971)
- The Night Visitor (1971)
- The Last Valley (1971)
- Endless Night (1972)
- Nybyggarna (1972)
- Das blaue Hotel (1973)
- Traumstadt (1973)
- The Blockhouse (1973)
- Inferno (1973)
- Ebon Lundin (1973)
- Gangsterfilmen (1974)
- I Metamorphosis (1976)
- Bröderna Lejonhjärta (1977)
- Uppdraget (1977)
- Dagny (1977)
- Victor Frankenstein (1977)
- Chez nous (1978)
- Picassos äventyr (1978)
- Heja Sverige! (1979)
- Charlotte Löwensköld (1979)
- Kristoffers hus (1979)
- Sverige åt svenskarna (1980)
- Outrage (1980)
- Tvingad att leva (1980)
- Who Pulled the Plug? (1981)
- The Sleep of Death (1981)
- Montenegro (1981)
- Hans-Christian och sällskapet (1981)
- Henrietta (1983)
- Historien om lilla och stora kanin (1983)
- Ronja Rövardotter (1984)
- Vargen (1984)
- Da Capo (1985)
- Bödeln och skökan (1986)
- Nattseilere (1986)
- Hud (1986)
- Ondskans år (1987)
- Venus 90 (1988)
- Oväder (1988)
- 1939 (1989)
- Bulan (1990)
- Kurt Olsson - filmen om mitt liv som mej själv (1990)
- Fasadklättraren (1991)
- Änglagård (1992)
- Drömmen om Rita (1993)
- Kan du vissla Johanna? (1994)
- Ti kniver i hjertet (1994)
- Kejsarn av Portugallien (1994)
- Germans (1996)
- Juloratoriet (1996)
- Harry och Sonja (1996)
- Rika barn leka bäst (1997)
- Den sidste viking (1997)
- Ogginoggen (1997)
- Stormen (1998)
- Forbudt for børn (1998)
- Järngänget (2000)
- Send mere slik (2001)
- Manden bag døren (2003)
- Midsommer (2003)
- Att sörja Linnea (2004)
- Unge Andersen (2005)
- Den som viskar (2006)
- Undskyld! (2006)
- Flickan som lekte med elden (2009)
- Luftslottet som sprängdes (2009)
- Tysta leken (2011)

## Televisieseries
- ABC Stage 67 (1966)
- Drottningens juvelsmycke (1967)
- Julius Julskötare (1978)
- Kallocain (1981)
- Polisen som vägrade svara (1982)
- Mäster Olof (1983)
- Polisen som vägrade ge upp (1984)
- Bröderna Lejonhjärta (1985)
- Julpussar och Stjärnsmällar (1986)
- Flykten (1986)
- Kråsnålen (1988)
- Polisen som vägrade ta semester (1988)
- Nattseilere (1988)
- Polisen och domarmordet (1993)
- Håll huvet kallt (1994)
- Anmäld försvunnen (1995)
- Snoken (1995)
- Polisen och pyromanen (1996)
- Vita lögner (1998)
- Lukas 8:18 (1999)
- Herr von Hancken (2000)
- Skärgårdsdoktorn (2000)
- Kaspar i Nudådalen (2001)
- Anderssons älskarinna (2001)
- Dieselråttor och sjömansmöss (2002)
- Stora teatern (2002)
- Skattejakten (2005)
- Millennium (2010)